# Ligue mondiale féminine de water-polo 2012
Navigation
Édition précédente Édition suivante
La Ligue mondiale 2012 est la neuvième édition de la Ligue mondiale de water-polo féminin, compétition annuelle organisée par la Fédération internationale de natation (FINA).
Chaque zone continentale organise des qualifications entre équipes invitées à participer. Leurs huit vainqueurs participent à une super finale organisée du 29 mai au 3 juin 2012, à Changshu, en République populaire de Chine.
La super finale est remportée par l'équipe des États-Unis, le 3 juin 2012. Tenant du titre depuis l'édition de 2009, cette équipe obtient sa septième médaille d’or en neuf édition de la Ligue mondiale féminine.
L'équipe vainqueur et celle d’Australie, finaliste, obtiennent les deux places qualificatives pour le tournoi féminin des Championnats du monde de natation 2013 de Barcelone, en Espagne.

## Équipes participant à la super finale
Le règlement pour 2012 prévoit deux qualifiées pour l'Amérique, deux pour l'Asie et l’Océanie, trois pour l’Europe et la qualification automatique de l’équipe de la fédération hôte.
| Compétition                   | Date                        | Lieu                               | Nombre de places | Qualifiés                     |
| ----------------------------- | --------------------------- | ---------------------------------- | ---------------- | ----------------------------- |
| Pays organisateur             | Pays organisateur           | Pays organisateur                  | 1                | Chine                         |
| Zone américaine               | 20 au 23 février 2012       | Californie (États-Unis)            | 2                | États-Unis Canada             |
| Zones asiatique et océanienne | 3 au 5 mai 8 au 10 mai 2012 | Shanghai (Chine) et Chiba (Japon)  | 1                | Australie                     |
| Zone européenne               | 10 au 13 mai 2012           | Syracuse (Italie) et Volos (Grèce) | 4                | Allemagne Grèce Italie Russie |
| TOTAL                         |                             |                                    | 8                |                               |

## Organisation
Chaque fédération participe verse 15 000 dollars des États-Unis de frais de participation. La prime minimale est de 10 000 dollars pour les équipes non qualifiées et celle terminant huitième de la super finale. Elle augmente progressivement jusqu'à 25 000 dollars jusqu'à la quatrième place. Les trois premiers de la super finale remportent respectivement 30 000, 40 000 et 50 000 pour le vainqueur.
En novembre 2011, est annoncé que la super finale a lieu à Changshu, en République populaire de Chine.

## Qualifications
Les équipes nationales sont invitées par la FINA à participer aux qualifications de la Ligue mondiale d'après leurs résultats ou leurs progrès récents. Ces qualifications sont organisées par zone continentale ou par regroupement de deux zones continentales selon le nombre d'équipes participantes.
Une équipe doit affronter deux fois chacune des autres équipes de son groupe de qualification. Les matches ne peuvent pas se terminer sur un score d'égalité. Une séance de tirs au but (« T ») départage les équipes. Dans ces cas, le vainqueur marque deux points au classement et le perdant un point, au lieu respectivement de trois points et zéro point en cas de score inégal.

### Amérique
Le tour des qualifications américaines est prévue du 20 au 23 février 2012, à Los Alamitos, Commerce et Irvine, dans le sud de la Californie (États-Unis).
Les équipes des États-Unis et du Canada se qualifient pour la super finale.
| Rang | Équipe     | Pts | J | G | N | P | Bp | Bc | Diff |
| ---- | ---------- | --- | - | - | - | - | -- | -- | ---- |
| 1    | États-Unis | 12  | 4 | 4 | 0 | 0 | 60 | 20 | +40  |
| 2    | Canada     | 6   | 4 | 2 | 0 | 2 | 47 | 33 | +14  |
| 3    | Brésil     | 0   | 4 | 0 | 0 | 4 | 11 | 65 | -54  |

| Date       |            | Score |        | Quarts-temps          |
| ---------- | ---------- | ----- | ------ | --------------------- |
| 20 février | États-Unis | 19-1  | Brésil | 6-0 ; 4-0 ; 3-1 ; 6-0 |
| 20 février | États-Unis | 13-11 | Canada | 3-3 ; 5-2 ; 2-2 ; 3-4 |
| 21 février | Canada     | 16-1  | Brésil | 4-0 ; 4-0 ; 5-0 ; 3-1 |
| 21 février | États-Unis | 17-1  | Brésil | 3-0 ; 7-0 ; 5-1 ; 2-0 |
| 22 février | Canada     | 13-8  | Brésil | 4-2 ; 3-1 ; 3-4 ; 3-1 |
| 22 février | États-Unis | 11-7  | Canada | 3-3 ; 3-2 ; 3-1 ; 2-1 |

### Asie et Océanie
Le tour de qualification asiatique et océanienne est prévue en mai 2012. Il se joue en deux tours : le premier du 3 au 5 mai à Shanghai, en République populaire de Chine, et du 8 au 10 mai à Chiba, au Japon.
L'équipe d’Australie se qualifie pour la super finale pour laquelle celle de Chine était déjà qualifiée en tant que représentante du pays organisateur.
| Rang | Équipe    | Pts | J | G | N | P | Bp | Bc | Diff |
| ---- | --------- | --- | - | - | - | - | -- | -- | ---- |
| 1    | Chine     | 9   | 4 | 3 | 0 | 1 | 53 | 28 | +25  |
| 2    | Australie | 9   | 4 | 3 | 0 | 1 | 45 | 32 | +13  |
| 3    | Japon     | 0   | 4 | 0 | 0 | 4 | 21 | 59 | -38  |

L'équipe de Chine termine première car elle a battu l'équipe d’Australie sur un score cumulé de vingt-quatre buts à quinze.
| Date                 |           | Score |           | Quarts-temps          |
| -------------------- | --------- | ----- | --------- | --------------------- |
| Tournoi de Shanghai. |           |       |           |                       |
| 3 mai                | Chine     | 14-4  | Australie | 4-2 ; 5-1 ; 2-0 ; 3-1 |
| 4 mai                | Chine     | 14-5  | Japon     | - ; -                 |
| 5 mai                | Australie | 12-6  | Japon     | 2-2 ; 5-2 ; 2-1 ; 3-1 |
| Tournoi de Chiba.    |           |       |           |                       |
| 8 mai                | Japon     | 8-15  | Chine     | - ; -                 |
| 9 mai                | Australie | 11-10 | Chine     | 2-3 ; 4-4 ; 2-1 ; 3-2 |
| 10 mai               | Japon     | 2-18  | Australie | 0-5 ; 0-8 ; 1-2 ; 1-3 |

Pendant le tournoi de Shanghai, chaque équipe joue également un match amical contre l’équipe seconde de Chine. Au même tournoi, c'est l’équipe second d’Australie qui participe car l’équipe première joue en même temps au tournoi de préparation olympique, à Londres,.

### Europe
Le tour des qualifications européennes a lieu du 10 au 13 mai. Les deux premières équipes de chaque groupe se qualifient pour la super finale.

#### Groupe A
Les matches du groupe A ont lieu à Syracuse, en Italie.
| Rang | Équipe    | Pts | J | G | N | P | Bp | Bc | Diff |
| ---- | --------- | --- | - | - | - | - | -- | -- | ---- |
| 1    | Allemagne | 11  | 6 | 3 | 1 | 2 | 58 | 56 | +2   |
| 2    | Italie    | 10  | 6 | 3 | 1 | 2 | 55 | 46 | +9   |
| 3    | Hongrie   | 10  | 6 | 3 | 1 | 2 | 65 | 65 | 0    |
| 4    | Espagne   | 5   | 6 | 1 | 1 | 4 | 52 | 64 | -12  |

Les équipes d’Allemagne et d’Italie se qualifient pour la superfinale. L'équipe italienne, constituée de joueuses de moins de 19 ans, profite d’un score cumulé de seize buts à quinze pour dépasser au classement l’équipe de Hongrie.
| Date   |           | Score |           | Quarts-temps                  |
| ------ | --------- | ----- | --------- | ----------------------------- |
| 10 mai | Allemagne | 13-8  | Hongrie   | 3-3 ; 4-3 ; 3-1               |
| 10 mai | Espagne   | 6-12  | Italie    | 1-1 ; 2-5 ; 3-2 ; 0-4         |
| 11 mai | Hongrie   | 16-12 | Espagne   | 6-4 ; 4-0 ; 3-3 ; 3-5         |
| 11 mai | Italie    | 12-6  | Allemagne | 2-0 ; 1-4 ; 4-0 ; 5-2         |
| 11 mai | Espagne   | 7-12  | Allemagne | 1-5 ; 2-3 ; 1-3 ; 3-1         |
| 11 mai | Italie    | 8-6   | Hongrie   | 4-2 ; 1-0 ; 2-2 ; 1-2         |
| 12 mai | Hongrie   | 9-9   | Espagne   | 2-2 ; 2-4 ; 3-1 ; 2-2 T : 2-5 |
| 12 mai | Allemagne | 8-8   | Italie    | 3-5 ; 0-1 ; 1-2 ; 4-0 T : 3-0 |
| 12 mai | Allemagne | 10-15 | Hongrie   | 2-3 ; 4-4 ; 2-5 ; 2-3         |
| 12 mai | Italie    | 7-8   | Espagne   | 1-4 ; 4-2 ; 2-0 ; 0-2         |
| 13 mai | Espagne   | 5-6   | Allemagne | 1-2 ; 1-0 ; 0-3 ; 3-1         |
| 13 mai | Hongrie   | 9-8   | Italie    | 4-1 ; 2-1 ; 2-5 ; 1-1         |

#### Groupe B
Les matches du groupe B ont lieu à Volos, en Grèce.
| Rang | Équipe          | Pts | J | G | N | P | Bp | Bc | Diff |
| ---- | --------------- | --- | - | - | - | - | -- | -- | ---- |
| 1    | Grèce           | 18  | 6 | 6 | 0 | 0 | 55 | 38 | +17  |
| 2    | Russie          | 12  | 6 | 4 | 0 | 2 | 57 | 51 | +6   |
| 3    | Pays-Bas        | 6   | 6 | 2 | 0 | 4 | 39 | 49 | -10  |
| 4    | Grande-Bretagne | 0   | 6 | 0 | 0 | 6 | 40 | 54 | -14  |

Les équipes de Grèce et de Russie se qualifient pour la super finale.
| Date   |          | Score |                 | Quarts-temps          |
| ------ | -------- | ----- | --------------- | --------------------- |
| 10 mai | Russie   | 9-8   | Grande-Bretagne | - ; -                 |
| 10 mai | Grèce    | 7-4   | Pays-Bas        | - ; -                 |
| 11 mai | Russie   | 13-9  | Pays-Bas        | 4-4 ; 3-1 ; 2-2 ; 4-2 |
| 11 mai | Grèce    | 8-7   | Grande-Bretagne | 3-0 ; 1-2 ; 2-4 ; 2-1 |
| 11 mai | Pays-Bas | 8-7   | Grande-Bretagne | 2-0 ; 2-1 ; 2-5 ; 1-1 |
| 11 mai | Grèce    | 7-6   | Russie          | - ; -                 |
| 12 mai | Russie   | 11-7  | Grande-Bretagne | - ; -                 |
| 12 mai | Grèce    | 10-5  | Pays-Bas        | 3-0 ; 3-3 ; 3-1 ; 1-1 |
| 12 mai | Russie   | 8-7   | Pays-Bas        | 4-2 ; 2-1 ; 0-2 ; 2-2 |
| 12 mai | Grèce    | 10-6  | Grande-Bretagne | - ; -                 |
| 13 mai | Pays-Bas | 8-4   | Grande-Bretagne | 1-1 ; 2-2 ; 4-0 ; 1-1 |
| 13 mai | Grèce    | 13-10 | Russie          | - ; -                 |

## Super finale
La super finale entre les huit qualifiés a lieu du 29 mai au 3 juin 2012, à Changshu, en République populaire de Chine.

### Phase préliminaire
Les classements de groupe au terme de la phase préliminaire permettent de constituer les quarts de finale.

#### Groupe A
| Rang | Équipe     | Pts | J | G | N | P | Bp | Bc | Diff |
| ---- | ---------- | --- | - | - | - | - | -- | -- | ---- |
| 1    | États-Unis | 9   | 3 | 3 | 0 | 0 | 35 | 13 | +22  |
| 2    | Chine      | 6   | 3 | 2 | 0 | 1 | 33 | 23 | +10  |
| 3    | Grèce      | 3   | 3 | 1 | 0 | 2 | 29 | 31 | -2   |
| 4    | Allemagne  | 0   | 3 | 0 | 0 | 3 | 18 | 48 | -30  |

| Date   |            | Score |            | Quarts-temps           |
| ------ | ---------- | ----- | ---------- | ---------------------- |
| 29 mai | États-Unis | 10-6  | Chine      | 3-3 ; 0-2 ; 4-1 ; 3-0, |
| 29 mai | Allemagne  | 11-16 | Grèce      | 3-4 ; 3-4 ; 2-5 ; 3-3  |
| 30 mai | États-Unis | 8-4   | Grèce      | 2-0 ; 2-1 ; 3-2 ; 1-1, |
| 30 mai | Allemagne  | 4-15  | Chine      | 1-2 ; 0-4 ; 0-5 ; 3-4  |
| 31 mai | Grèce      | 9-12  | Chine      | 2-2 ; 4-3 ; 2-6 ; 1-1  |
| 31 mai | Allemagne  | 3-17  | États-Unis | 0-5 ; 1-5 ; 1-3 ; 1-4  |

#### Groupe B
| Rang | Équipe    | Pts | J | G | N | P | Bp  | Bc | Diff |
| ---- | --------- | --- | - | - | - | - | --- | -- | ---- |
| 1    | Australie | 8   | 3 | 2 | 1 | 0 | 41  | 13 | +28  |
| 2    | Russie    | 7   | 3 | 2 | 1 | 0 | 33  | 19 | +14  |
| 3    | Canada    | 3   | 3 | 1 | 0 | 2 | 204 | 34 | +170 |
| 4    | Italie    | 0   | 3 | 0 | 0 | 3 | 9   | 37 | -28  |

L'Italie est représentée par son équipe des moins de dix-neuf ans (joueuses nées après 1993).
| Date   |        | Score |           | Quarts-temps                     |
| ------ | ------ | ----- | --------- | -------------------------------- |
| 29 mai | Italie | 3-16  | Russie    | - ; -                            |
| 29 mai | Canada | 4-20  | Australie | 3-7 ; 0-4 ; 1-5 ; 0-4,           |
| 30 mai | Italie | 2-12  | Australie | 0-3 ; 1-3 ; 0-3 ; 1-3,           |
| 30 mai | Canada | 7-10  | Russie    | 2-2 ; 2-2 ; 1-2 ; 2-4            |
| 31 mai | Italie | 4-9   | Canada    | 0-2 ; 1-3 ; 0-3 ; 3-1            |
| 31 mai | Russie | 7-9   | Australie | 3-2 ; 2-3 ; 1-1 ; 0-0 ; P : 1-3, |

### Phase finale
| Date             |                  | Score            |                    | Quarts-temps           |
| Quarts de finale | Quarts de finale | Quarts de finale | Quarts de finale   | Quarts de finale       |
| ---------------- | ---------------- | ---------------- | ------------------ | ---------------------- |
| 1er juin         | Chine (2A)       | 13-7             | Canada (3B)        | 3-1 ; 2-2 ; 4-3 ; 4-1  |
| 1er juin         | Grèce (3A)       | 11-9             | Russie (2B)        | 4-5 ; 2-2 ; 4-0 ; 1-2  |
| 1er juin         | États-Unis (1A)  | 14-2             | Italie (4B)        | 5-0 ; 3-1 ; 4-0 ; 2-1, |
| 1er juin         | Allemagne (4A)   | 0-18             | Australie (1B)     | 0-6 ; 0-3 ; 0-5 ; 0-4, |
| Demi-finales     |                  |                  |                    |                        |
| 2 juin           | Chine (2A/3B)    | 7-8              | Australie (4A/1B)  | 2-0 ; 2-3 ; 1-2,       |
| 2 juin           | Grèce (3A/2B)    | 6-7              | États-Unis (1A/4B) | 3-2 ; 2-2 ; 0-3 ; 1-0, |

| Finale              | Australie            | 4–6                     | États-Unis                                                   | Changshu (RP Chine) |  |
| 3 juin 2012 19 h 00 |                      | (1-2 ; 3-1 ; 0-1 ; 0-2) | 2 Maggie Steffens 2 Annika Dries 1 Brenda Villa 1 Kami Craig |                     |  |
| 3 juin 2012 19 h 00 | USA WP Australian WP |                         |                                                              |                     |  |

### Matches de classement
| Date                        |                             | Score                       |                             | Quarts-temps                    |
| Matches de classement 3e/4e | Matches de classement 3e/4e | Matches de classement 3e/4e | Matches de classement 3e/4e | Matches de classement 3e/4e     |
| --------------------------- | --------------------------- | --------------------------- | --------------------------- | ------------------------------- |
| 3 juin                      | Chine                       | 7-8                         | Grèce                       | - ; -                           |
| Matches de classement 5e/8e |                             |                             |                             |                                 |
| 2 juin                      | Canada                      | 13-15                       | Allemagne                   | 3-1 ; 1-3 ; 5-4 ; 2-3 ; P : 2-4 |
| 2 juin                      | Russie                      | 17-4                        | Italie                      | 4-2 ; 5-1 ; 4-0 ; 4-1           |
| 3 juin 5e/6e                | Allemagne                   | 4-18                        | Russie                      | - ; -                           |
| 3 juin 7e/8e                | Canada                      | 12-8                        | Italie                      | - ; -                           |

## Classement final
|   | Équipes    |
| 1 | États-Unis |
| 2 | Australie  |
| - | ---------- |
| 3 | Grèce      |
| 4 | Chine      |
| 5 | Russie     |
| 6 | Allemagne  |
| 7 | Canada     |
| 8 | Italie     |

En gras, les équipes qualifiées pour le tournoi féminin des Championnats du monde de natation 2013 de Barcelone, en Espagne.

## Sources et références
1. 1 2  Tim Hartog, « Four more Barcelona 2013 participants known », waterpoloworld.com, 18 juin 2012 ; page consultée le 23 juin 2012.
2. ↑  Wolfgang Philipps, « Holiday Cup and World League in Southern California », waterpoloworld.com, 15 février 2012 ; page consultée le 15 février 2012.
3. ↑  [PDF] FINA Women’s Water Polo World League 2012 Rules & Regulations for National Federations, fina.org, page 7 ; fichier consulté le 5 octobre 2011.
4. ↑  « USA Women Top Brazil 19-1 To Open FINA World League Prelims », USA Water Polo, 20 février 2012 ; page consultée le 21 février 2012.
5. ↑  « USA Women Outlast Canada 13-11 On Day One Of FINA World League Prelims », USA Water Polo, 20 février 2012 ; page consultée le 21 février 2012.
6. 1 2  « USA Women Top Brazil 17-1 On Day Two Of FINA World League Prelims », USA Water Polo, 22 février 2012 ; page consultée le 22 février 2012.
7. 1 2  « USA Women Complete FINA World League Prelims Undefeated With 11-7 Win Over Canada », USA Water Polo, 22 février 2012 ; page consultée le 23 février 2012.
8. 1 2  Résumé des matches de l’Australie aux qualifications asiatiques et océaniennes, Australian Water Polo.
9. 1 2  Résumé des matches de l’équipe d’Australie lors du tournoi de Chiba, Australian Water Polo, mai 2012.
10. ↑  Tim Hartog, « Asia/Oceania prelims in China and Japan », waterpoloworld.com, 2 mai 2012 ; page consultée le 2 mai 2012.
11. ↑  [http://www.australianwaterpolo.com.au/news/article/2012/may/a-busy-schedule-awaits-our-aussie-stingers-and-aussie-sharks/ « A busy schedule awaits our Aussie Stingers and Aussie Sharks », Australian Water Polo, 2 mai 2012 ; page consultée le 2 mai 2012.
12. ↑  Wolfgang Philipps « Full house at World League prelims », waterpolo-world.com, 5 octobre 2010 ; page consultée le 5 octobre 2010.
13. ↑  « Pallanuoto: World League F. Dal 10 al 13 maggio la tappa di Siracusa. L'Italia inizia con la Spagna », Federazione Italiana Nuoto, 9 mai 2012 ; page consultée le 13 mai 2012.
14. 1 2  « World League a Siracusa. Report 1^ giornata », Federazione Italiana Nuoto, 10 mai 2012 ; page consultée le 11 mai 2012.
15. 1 2 3 4  « World League a Siracusa. Report 2^ e 3^giornata », Federazione Italiana Nuoto, 11 mai 2012 ; page consultée le 12 mai 2012.
16. 1 2 3 4  « World League a Siracusa. Report 4^ e 5^giornata », Federazione Italiana Nuoto, 12 mai 2012 ; page consultée le 12 mai 2012.
17. 1 2  « World League a Siracusa. Italia in finale », Federazione Italiana Nuoto, 13 mai 2012 ; page consultée le 13 mai 2012.
18. ↑  Dick van der Starre, « Tweede verlies Oranje », waterpoloworld.nl, 11 mai 2012 ; page consultée le 11 mai 2012.
19. 1 2  Wolfgang Philipps, « Italy and Greece lead World League prelims », waterpoloworld.com, 11 mai 2012 ; page consultée le 12 mai 2012.
20. 1 2  Wolfgang Philipps, « Greeces marches on - the World League results », waterpoloworld.com, 12 mai 2012 ; page consultée le 12 mai 2012.
21. ↑  Wolfgang Philipps, « Germany and Italy take Super Final spots », waterpoloworld.com, 13 mai 2012 ; page consultée le 13 mai 2012.
22. ↑  (it) « World League Femminile » [archive du 10 mai 2012], sur WaterpoloDevelopmentWorld.com, mai 2012 (consulté le 13 mai 2012).
23. 1 2 3  Zhou Xin, « Super Final 2012 (Women): Australia, Greece, Russia and USA make good start in game opener  », fina.org, 29 mai 2012 ; page consultée le 30 mai 2012.
24. ↑  « USA Women Open FINA World League Super Final With 10-6 Win Over China », USA Water Polo, 29 mai 2012 ; page consultée le 30 mai 2012.
25. 1 2 3 4  Zhou Xin, « Super Final 2012 (Women): Australia, Russia and USA remain unchallenged », fina.org, 30 mai 2012 ; page consultée le 31 mai 2012.
26. ↑  « USA Women Down Greece 8-4 On Day Two Of FINA World League Super Final », USA Water Polo, 30 mai 2012 ; page consultée le 31 mai 2012.
27. 1 2 3  Zhou Xin, « Super Final 2012 (Women): Australia beats Russia after shootouts, Greece defeats home squad  », fina.org, 31 mai 2012 ; page consultée le 1er juin 2012.
28. ↑  « USA Women Close Out Group Play With 17-3 Victory Over Germany », USA Water Polo, 31 mai 2012 ; page consultée le 31 mai 2012.
29. ↑  Tim Hartog, « Two blowout wins on first Super Final day », waterpoloworld.com, 29 mai 2012 ; page consultée le 29 mai 2012.
30. 1 2 3 4 5  Résumé des matches de l’équipe d’Australie, Australian Water Polo, mai-juin 2012.
31. 1 2 3 4  Zhou Xin, « Super Final 2012 (Women): Australia, China, Greece and USA advance to semi final », fina.org, 1er juin 2012 ; page consultée le 2 juin 2012.
32. ↑  « USA Women Rout Italy 15-2 To Advance To Semifinals Of FINA World League Super Final  », USA Water Polo, 1er juin 2012 ; page consultée le 2 juin 2012.
33. 1 2 3 4  Zhou Xin, « Super Final 2012 (Women): Australia and USA will play decisive match for gold », fina.org, 2 juin 2012 ; page consultée le 3 juin 2012.
34. ↑  « USA Women Edge Greece 7-6; Will Meet Australia In Final Of FINA World League Super Final », USA Water Polo, 2 juin 2012 ; page consultée le 3 juin 2012.